# Joe Bunker
Joe Bunker (Londres, 7 d'abril de 1930) va ser un ciclista australià. Va guanyar una medalla de bronze als Campionat del món mig fons de Colònia 1954, per darrere del belga Adolph Verschueren i el neerlandès Jan Pronk.